# 栄臻
栄 臻（えい しん）は、中華民国の軍人。北京政府・奉天派に属し、後に汪兆銘の南京国民政府に参加した。字は翕生。

## 事績
1912年（民国元年）、保定陸軍軍官学校第1期砲兵科に入学した。1914年（民国3年）11月に卒業後、奉天派の李景林率いる部隊に所属している。
1925年（民国14年）7月9日、陸軍少将に任命された。1926年（民国15年）、東北陸軍第1師第43旅旅長に昇進し、張学良配下となった。1927年（民国16年）2月1日、陸軍中将となり、4月1日には仁威将軍位を授与された。また、同年中には第4方面軍第17軍軍長に任命され、翌1928年（民国17年）、東北辺防軍司令部軍事庁庁長となった。
易幟後の1929年（民国18年）3月13日、栄臻は国軍編遣委員会第5編遣区弁事処副主任委員に任ぜられる。1931年（民国20年）、東北辺防軍司令長官公署参謀長となり、満州事変（九・一八事変）の対応において張学良を補佐した。翌1932年8月19日には、国民政府軍事委員会北平分会常務委員となる。1935年（民国24年）、陸軍中将となった。
1943年（民国32年）6月10日、栄臻は張学銘と共に南京国民政府の軍事委員会委員に任ぜられ、8月6日には華北政務委員会華北剿共委員会事務主任を兼任している。秋には、剿共委員会委員長に昇進した。11月、蔣介石の重慶国民政府から、陸軍中将の位を剥奪されている。1944年（民国33年）6月、華北政務委員会特別法庭華北分庭庭長に任命され、1945年（民国34年）2月20日、河北省省長となった。4月、華北政務委員会保定綏靖主任を兼任している。
日本敗北後、栄臻は蔣介石の国民政府に逮捕され、軍事法廷で死刑判決を言い渡された。しかし刑は執行されず、1960年に病死した。

## 注
1. 1 2 3 4 5 6 7  徐主編（2007）、2329頁。
2. ↑  『政府公報』第3330号、1925年（民国14年）7月10日。
3. ↑  『政府公報』第3875号、1927年（民国16年）2月2日。
4. ↑  『政府公報』第3932号、1927年（民国16年）4月2日。
5. ↑  『国民政府公報』第115号、4頁。
6. ↑  『国民政府公報』洛字第17号、42頁。
7. ↑  『国民政府公報』第1708号、12頁。
8. ↑  「栄臻、張学銘両氏軍事委員に」『読売新聞』昭和18年（1943年）6月11日夕刊、1面。
9. ↑  「世界の鼓動 華北剿共委員主任」『朝日新聞』昭和18年（1943年）8月6日、2面。
10. ↑  「北京、天津両市長等決る」『朝日新聞』昭和20年（1945年）2月21日、1面。
11. ↑  余ほか（2006）、1422-1423頁。